# Liste der Kulturgüter in Hedingen
Die Liste der Kulturgüter in Hedingen enthält alle Objekte in der Gemeinde Hedingen im Kanton Zürich, die gemäss der Haager Konvention zum Schutz von Kulturgut bei bewaffneten Konflikten, dem Bundesgesetz vom 20. Juni 2014 über den Schutz der Kulturgüter bei bewaffneten Konflikten sowie der Verordnung vom 29. Oktober 2014 über den Schutz der Kulturgüter bei bewaffneten Konflikten unter Schutz stehen.
Objekte der Kategorie A sind im Gemeindegebiet nicht ausgewiesen, Objekte der Kategorie B sind vollständig in der Liste enthalten, Objekte der Kategorie C fehlen zurzeit (Stand: 1. Januar 2022). Unter übrige Baudenkmäler sind weitere geschützte Objekte zu finden, die im Verzeichnis der Objekte von überkommunaler Bedeutung der kantonalen Denkmalpflege zu finden und nicht bereits in der Liste der Kulturgüter enthalten sind.

## Kulturgüter
| Foto |                                                                        | Objekt                              | Kat. | Typ | Standort                           | Beschreibung                                                                       |
| ---- | ---------------------------------------------------------------------- | ----------------------------------- | ---- | --- | ---------------------------------- | ---------------------------------------------------------------------------------- |
| ja   | Datei hochladen · Wikidata zu Allmend-Mühliberg, Weidmauer (Q29932741) | Neuzeitliche Weidmauer KGS-Nr.: 272 | B    | F   | Mühliberg, Allmend 678375 / 238575 | Objekt liegt hälftig auf dem Gemeindegebiet von Affoltern am Albis (KGS-Nr. 7385). |

## Übrige Baudenkmäler
| ID       | Foto |                                                           | Objekt                                         | Kat.    | Typ | Standort                              | Beschreibung |
| -------- | ---- | --------------------------------------------------------- | ---------------------------------------------- | ------- | --- | ------------------------------------- | ------------ |
| 00500001 | ja   | Datei hochladen                                           | Bauernhaus                                     | C       | G   | Ismatt 1 675143 / 239290              |              |
| 00500008 | ja   | Datei hochladen                                           | Bauernwohnhaus, Hausteil 1                     | B reg.  | G   | Ismatt 8 675286 / 239381              |              |
| 00500009 | ja   | Datei hochladen                                           | Bauernwohnhaus, Hausteil 2                     | B reg.  | G   | Ismatt 9 675282 / 239377              |              |
| 00500032 | ja   | Datei hochladen                                           | Ehemaliges Bauernhaus, Hausteil 1              | C       | G   | Arnistrasse 18 676091 / 239045        |              |
| 00500048 | ja   | Datei hochladen                                           | Bauernhaus, Hausteil 1                         | C       | G   | Arnistrasse 2 676226 / 239063         |              |
| 00500049 | ja   | Datei hochladen                                           | Bauernhaus, Hausteil 2                         | C       | G   | Arnistrasse 4 676216 / 239065         |              |
| 00500069 | ja   | Datei hochladen                                           | Trafostation N 290 Turm                        | B reg.  | G   | Güpfstrasse 676429 / 239299           |              |
| 00500106 | ja   | Datei hochladen                                           | Reformiertes Pfarrhaus                         | B reg.  | G   | Haldenstrasse 16 676460 / 238951      |              |
| 00500107 | ja   | Datei hochladen                                           | Waschhaus zum Pfarrhaus                        | B reg.  | G   | bei Haldenstrasse 16 676446 / 238942  |              |
| 00500113 | ja   | Datei hochladen                                           | Ehemaliges Bauernhaus, heute Kirchgemeindehaus | C       | G   | Oberdorfstrasse 1 676469 / 239021     |              |
| 00500145 | ja   | Datei hochladen                                           | Ehemaliges Bauernhaus, Hausteile 1+2           | C       | G   | Haldenstrasse 3 676407 / 239022       |              |
| 00500149 | ja   | Datei hochladen                                           | Wohnhaus Sägerei                               | C       | G   | Vordere Sägestrasse 6 676417 / 239050 |              |
| 00500150 | ja   | Datei hochladen                                           | Altes Sägewerk                                 | B reg.  | G   | bei Rainstrasse 9 676414 / 239061     |              |
| 00500170 | ja   | Datei hochladen                                           | Reformierte Kirche                             | B kant. | G   | bei Oberdorfstrasse 2 676519 / 239042 |              |
| 00500171 | ja   | Datei hochladen                                           | Ehemaliges Bauernhaus                          | C       | G   | Oberdorfstrasse 6 676479 / 239036     |              |
| 00500188 | ja   | Datei hochladen                                           | Ehemaliges Bauernhaus, Hausteile 1–3           | C       | G   | Oberdorfstrasse 7 676448 / 239084     |              |
| 00500192 | ja   | Datei hochladen                                           | Ehemaliges Bauernhaus, Hausteil 4              | C       | G   | Oberdorfstrasse 9 676434 / 239097     |              |
| 00500247 | ja   | Datei hochladen · Wikidata zu Bahnhof Hedingen (Q5846360) | Bahnhof Hedingen                               | B reg.  | G   | Bahnhofplatz 15 676188 / 239148       |              |
| 00500269 | ja   | Datei hochladen                                           | Restaurant Frohsinn                            | C       | G   | Zürcherstrasse 101 676507 / 239993    |              |
| 00500337 | ja   | Datei hochladen                                           | Primarschulhaus Güpf                           | B reg.  | G   | Zürcherstrasse 40 676421 / 239409     |              |
| 00500338 | ja   | Datei hochladen                                           | Primarschulhaus Güpf, Turnhalle                | B reg.  | G   | Güpfstrasse 676456 / 239377           |              |

Legende: Im Wesentlichen siehe Legende der Liste der Kulturgüter von nationaler und regionaler Bedeutung, mit folgenden Ausnahmen:
- Anstelle der KGS-Nummer wird als Objekt-Identifikator (ID) die Inventarnummer im Verzeichnis der Objekte von überkommunaler Bedeutung des kantonalen Denkmalschutzamtes verwendet.
- Bei den Kategorien wird wie folgt unterschieden: B kant. = Objekt von kantonaler Bedeutung (Kanton Zürich); B reg. = Objekt von regionaler Bedeutung (Kanton Zürich).